# Кожевников, Сергей Константинович
Сергей Константинович Кожевников (1904 — 16.04.1956) — советский военный деятель, политработник, в 1940—1941 заместитель начальника Генерального штаба РККА по политической части. Генерал-майор (06.12.1942).

## Биография
Родился в деревне Сухой Овраг Оршанского района Марийской АССР.
С 1923 курсант Иваново-Вознесенской пехотной школы им. Фрунзе. Политрук, военком полка, начальник политотдела военного училища. Бригадный комиссар (13.02.1938).
В 1938—1939 военком Военно-хозяйственной академии. Делегат XVIII съезда ВКП(б).
С 1939 на политработе в РККА. Занимаемые должности:
- 1939—1940: член Военного совета Киевского Особого военного округа, корпусной комиссар (19.06.1940);
- июль 1940 — август 1941: заместитель начальника Генерального штаба РККА по политической части;
- август — октябрь 1941: член Военного совета Приволжского военного округа;
- 28 ноября 1941 — 17 ноября 1943: член Военного совета 10-й армии;
- 17 ноября 1943 — 1 июня 1944: член Военного совета 21-й армии;
- 1944—1950: заместитель начальника Главного управления войск связи по политическим вопросам.

В марте 1950 года уволен в отставку по болезни. Умер 16 апреля 1956 года. Похоронен на Введенском кладбище (11 уч.).

## Награды
- Два ордена Ленина
- Три ордена Красного Знамени
- Медали.